# Billie Jean King Cup 2024 – zóna Evropy a Afriky
Zóna Evropy a Afriky Billie Jean King Cupu 2024 byla jednou ze tří zón soutěže, které se zúčastnily státy ležící v Evropě a Africe. Do třicátého druhého ročníku kontinentální zóny, hraného v Billie Jean King Cupu 2024, nastoupilo 56 družstev, z toho dvanáct v 1. skupině, jedenáct ve 2. skupině, jedenáct ve 3. evropské skupině, dvanáct ve 3. africké skupině a zbylých deset ve 4. africké skupině. Součástí herního plánu byla skupinová fáze a v rámci skupin baráže o postup a sestup.

## 1. skupina
- Místo konání: Complexo de tenis do Jamor, Oeiras, Portugalsko (antuka, venku)[1]
- Datum: 8.–13. dubna 2021
- Formát: Dvanáct týmů hrálo ve třech čtyřlenných blocích. Družstva z prvních míst bloků automaticky postoupila do listopadové světové baráže 2024 a sehrála zápasy o konečné pořadí. Výběry z druhých míst se střetly o čtvrté postupové místo do světové baráže. Týmy, které obsadily třetí příčky odehrály barážové zápasy o konečné pořadí. Čtvrté celky ve skupinách se v baráži utkaly o 10.–12. pozici; poslední dva výběry sestoupily do 2. skupiny euroafrické zóny pro rok 2025.[1]

### Bloky
| Blok A | Blok A    | Blok A | Blok A | Blok A | Blok A |
| Poř.   | tým       | MZ     | V      | P      | V–P    |
| ------ | --------- | ------ | ------ | ------ | ------ |
| 1.     | Rakousko  | 3      | 2      | 1      | 5–4    |
| 2.     | Dánsko    | 3      | 2      | 1      | 5–4    |
| 3.     | Maďarsko  | 3      | 1      | 2      | 4–5    |
| 4.     | Bulharsko | 3      | 1      | 2      | 4–5    |

| Blok B | Blok B      | Blok B | Blok B | Blok B | Blok B |
| Poř.   | tým         | MZ     | V      | P      | V–P    |
| ------ | ----------- | ------ | ------ | ------ | ------ |
| 1.     | Nizozemsko  | 3      | 3      | 0      | 7–2    |
| 2.     | Lotyšsko    | 3      | 2      | 1      | 6–3    |
| 3.     | Turecko     | 3      | 1      | 2      | 4–5    |
| 4.     | Portugalsko | 3      | 0      | 3      | 1–8    |

| Blok C | Blok C  | Blok C | Blok C | Blok C | Blok C |
| Poř.   | tým     | MZ     | V      | P      | V–P    |
| ------ | ------- | ------ | ------ | ------ | ------ |
| 1.     | Srbsko  | 3      | 3      | 0      | 8–1    |
| 2.     | Řecko   | 3      | 2      | 1      | 6–3    |
| 3.     | Švédsko | 3      | 1      | 2      | 3–6    |
| 4.     | Norsko  | 3      | 0      | 3      | 1–8    |

### Zápasy o 1.–3. místo

#### Nizozemsko vs. Srbsko
| | Nizozemsko | 2 :                                                                        | 1   | Srbsko |    |  |
| --- | ---------- | -------------------------------------------------------------------------- | --- | ------ | -- |  |
| Complexo de tenis do Jamor, Oeiras, Portugalsko 11. dubna 2024 antuka |            |                                                                            |     |        |    |  |
| \| \| \| \| 1. \| 2. \| 3. \| \| \| -- \| \| -------------------------------------------------------------------------- \| --- \| --- \| -- \| \| \| 1. \| \| Eva Vedderová Lola Radivojevićová \| 3 6 \| 2 6 \| \| \| \| 2. \| \| Suzan Lamensová Mia Ristićová \| 6 2 \| 6 4 \| \| \| \| 3. \| \| Suzan Lamensová / Demi Schuursová Lola Radivojevićová / Nina Stojanovićová \| 6 1 \| 6 4 \| \| \| \| \| \| \| \| \| \| \| \| \| \| \| \| \| \| \| \| \| \| \| \| \| \| \| \| \| \| \| \| \| \| \| \| \| \| \| \| \| \| \| |            |                                                                            |     |        |    |  |
| |            |                                                                            | 1.  | 2.     | 3. |  |
| 1. |            | Eva Vedderová Lola Radivojevićová                                          | 3 6 | 2 6    |    |  |
| 2. |            | Suzan Lamensová Mia Ristićová                                              | 6 2 | 6 4    |    |  |
| 3. |            | Suzan Lamensová / Demi Schuursová Lola Radivojevićová / Nina Stojanovićová | 6 1 | 6 4    |    |  |
| |            |                                                                            |     |        |    |  |
| |            |                                                                            |     |        |    |  |
| |            |                                                                            |     |        |    |  |
| |            |                                                                            |     |        |    |  |
| |            |                                                                            |     |        |    |  |

#### Rakousko vs. Srbsko
| | Rakousko | 3 :                                                                         | 0   | Srbsko |          |  |
| --- | -------- | --------------------------------------------------------------------------- | --- | ------ | -------- |  |
| Complexo de tenis do Jamor, Oeiras, Portugalsko 12. dubna 2024 antuka |          |                                                                             |     |        |          |  |
| \| \| \| \| 1. \| 2. \| 3. \| \| \| -- \| \| --------------------------------------------------------------------------- \| --- \| --- \| -------- \| \| \| 1. \| \| Tamira Paszeková Elena Milovanovićová \| 6 4 \| 6 3 \| \| \| \| 2. \| \| Sinja Krausová Mia Ristićová \| 6 2 \| 6 4 \| \| \| \| 3. \| \| Melanie Klaffnerová / Tamara Kosticová Elena Milovanovićová / Mia Ristićová \| 6 3 \| 4 6 \| [10] [8] \| \| \| \| \| \| \| \| \| \| \| \| \| \| \| \| \| \| \| \| \| \| \| \| \| \| \| \| \| \| \| \| \| \| \| \| \| \| \| \| \| \| |          |                                                                             |     |        |          |  |
| |          |                                                                             | 1.  | 2.     | 3.       |  |
| 1. |          | Tamira Paszeková Elena Milovanovićová                                       | 6 4 | 6 3    |          |  |
| 2. |          | Sinja Krausová Mia Ristićová                                                | 6 2 | 6 4    |          |  |
| 3. |          | Melanie Klaffnerová / Tamara Kosticová Elena Milovanovićová / Mia Ristićová | 6 3 | 4 6    | [10] [8] |  |
| |          |                                                                             |     |        |          |  |
| |          |                                                                             |     |        |          |  |
| |          |                                                                             |     |        |          |  |
| |          |                                                                             |     |        |          |  |
| |          |                                                                             |     |        |          |  |

#### Rakousko vs. Nizozemsko
| | Rakousko | 1 :                                                                 | 2   | Nizozemsko |    |  |
| --- | -------- | ------------------------------------------------------------------- | --- | ---------- | -- |  |
| Complexo de tenis do Jamor, Oeiras, Portugalsko 13. dubna 2024 antuka |          |                                                                     |     |            |    |  |
| \| \| \| \| 1. \| 2. \| 3. \| \| \| -- \| \| ------------------------------------------------------------------- \| --- \| --- \| -- \| \| \| 1. \| \| Tamira Paszeková Anouk Koevermansová \| 6 2 \| 6 3 \| \| \| \| 2. \| \| Sinja Krausová Suzan Lamensová \| 3 6 \| 1 6 \| \| \| \| 3. \| \| Sinja Krausová / Tamira Paszeková Suzan Lamensová / Demi Schuursová \| 5 7 \| 3 6 \| \| \| \| \| \| \| \| \| \| \| \| \| \| \| \| \| \| \| \| \| \| \| \| \| \| \| \| \| \| \| \| \| \| \| \| \| \| \| \| \| \| \| |          |                                                                     |     |            |    |  |
| |          |                                                                     | 1.  | 2.         | 3. |  |
| 1. |          | Tamira Paszeková Anouk Koevermansová                                | 6 2 | 6 3        |    |  |
| 2. |          | Sinja Krausová Suzan Lamensová                                      | 3 6 | 1 6        |    |  |
| 3. |          | Sinja Krausová / Tamira Paszeková Suzan Lamensová / Demi Schuursová | 5 7 | 3 6        |    |  |
| |          |                                                                     |     |            |    |  |
| |          |                                                                     |     |            |    |  |
| |          |                                                                     |     |            |    |  |
| |          |                                                                     |     |            |    |  |
| |          |                                                                     |     |            |    |  |

### Zápasy o 4.–6. místo

#### Lotyšsko vs. Řecko
| | Lotyšsko | 0 :                                                                                | 3   | Řecko |          |  |
| --- | -------- | ---------------------------------------------------------------------------------- | --- | ----- | -------- |  |
| Complexo de tenis do Jamor, Oeiras, Portugalsko 11. dubna 2024 antuka |          |                                                                                    |     |       |          |  |
| \| \| \| \| 1. \| 2. \| 3. \| \| \| -- \| \| ---------------------------------------------------------------------------------- \| --- \| --- \| -------- \| \| \| 1. \| \| Daniela Vismaneová Valentini Grammatikopoulou \| 0 6 \| 5 7 \| \| \| \| 2. \| \| Darja Semeņistajová Maria Sakkariová \| 0 6 \| 5 7 \| \| \| \| 3. \| \| Adelina Lachinovová / Jeļena Ostapenková Martha Matoulová / Despina Papamichailová \| 4 6 \| 6 3 \| [8] [10] \| \| \| \| \| \| \| \| \| \| \| \| \| \| \| \| \| \| \| \| \| \| \| \| \| \| \| \| \| \| \| \| \| \| \| \| \| \| \| \| \| \| |          |                                                                                    |     |       |          |  |
| |          |                                                                                    | 1.  | 2.    | 3.       |  |
| 1. |          | Daniela Vismaneová Valentini Grammatikopoulou                                      | 0 6 | 5 7   |          |  |
| 2. |          | Darja Semeņistajová Maria Sakkariová                                               | 0 6 | 5 7   |          |  |
| 3. |          | Adelina Lachinovová / Jeļena Ostapenková Martha Matoulová / Despina Papamichailová | 4 6 | 6 3   | [8] [10] |  |
| |          |                                                                                    |     |       |          |  |
| |          |                                                                                    |     |       |          |  |
| |          |                                                                                    |     |       |          |  |
| |          |                                                                                    |     |       |          |  |
| |          |                                                                                    |     |       |          |  |

#### Dánsko vs. Řecko
| | Dánsko | 2 :                                                                                    | 1    | Řecko |     |  |
| --- | ------ | -------------------------------------------------------------------------------------- | ---- | ----- | --- |  |
| Complexo de tenis do Jamor, Oeiras, Portugalsko 12. dubna 2024 antuka |        |                                                                                        |      |       |     |  |
| \| \| \| \| 1. \| 2. \| 3. \| \| \| -- \| \| -------------------------------------------------------------------------------------- \| ---- \| --- \| --- \| \| \| 1. \| \| Johanne Svendsenová Valentini Grammatikopoulou \| 7 64 \| 4 6 \| 6 3 \| \| \| 2. \| \| Clara Tausonová Maria Sakkariová \| 6 4 \| 6 4 \| \| \| \| 3. \| \| Laura Brunkelová / Rebecca Munk Mortensenová Despina Papamichailová / Maria Sakkariová \| 1 6 \| 1 6 \| \| \| \| \| \| \| \| \| \| \| \| \| \| \| \| \| \| \| \| \| \| \| \| \| \| \| \| \| \| \| \| \| \| \| \| \| \| \| \| \| \| \| |        |                                                                                        |      |       |     |  |
| |        |                                                                                        | 1.   | 2.    | 3.  |  |
| 1. |        | Johanne Svendsenová Valentini Grammatikopoulou                                         | 7 64 | 4 6   | 6 3 |  |
| 2. |        | Clara Tausonová Maria Sakkariová                                                       | 6 4  | 6 4   |     |  |
| 3. |        | Laura Brunkelová / Rebecca Munk Mortensenová Despina Papamichailová / Maria Sakkariová | 1 6  | 1 6   |     |  |
| |        |                                                                                        |      |       |     |  |
| |        |                                                                                        |      |       |     |  |
| |        |                                                                                        |      |       |     |  |
| |        |                                                                                        |      |       |     |  |
| |        |                                                                                        |      |       |     |  |

#### Dánsko vs. Lotyšsko
| | Dánsko | 2 :                                                                                   | 0   | Lotyšsko |    |            |
| --- | ------ | ------------------------------------------------------------------------------------- | --- | -------- | -- | ---------- |
| Complexo de tenis do Jamor, Oeiras, Portugalsko 13. dubna 2024 antuka |        |                                                                                       |     |          |    |            |
| \| \| \| \| 1. \| 2. \| 3. \| \| \| -- \| \| ------------------------------------------------------------------------------------- \| --- \| --- \| -- \| ---------- \| \| 1. \| \| Johanne Svendsenová Adelina Lachinovová \| 6 3 \| 7 5 \| \| \| \| 2. \| \| Clara Tausonová Darja Semeņistajová \| 6 1 \| \| \| skreč \| \| 3. \| \| Laura Brunkelová / Rebecca Munk Mortensenová Adelina Lachinovová / Daniela Vismaneová \| \| \| \| nehrálo se \| \| \| \| \| \| \| \| \| \| \| \| \| \| \| \| \| \| \| \| \| \| \| \| \| \| \| \| \| \| \| \| \| \| \| \| \| \| \| \| \| |        |                                                                                       |     |          |    |            |
| |        |                                                                                       | 1.  | 2.       | 3. |            |
| 1. |        | Johanne Svendsenová Adelina Lachinovová                                               | 6 3 | 7 5      |    |            |
| 2. |        | Clara Tausonová Darja Semeņistajová                                                   | 6 1 |          |    | skreč      |
| 3. |        | Laura Brunkelová / Rebecca Munk Mortensenová Adelina Lachinovová / Daniela Vismaneová |     |          |    | nehrálo se |
| |        |                                                                                       |     |          |    |            |
| |        |                                                                                       |     |          |    |            |
| |        |                                                                                       |     |          |    |            |
| |        |                                                                                       |     |          |    |            |
| |        |                                                                                       |     |          |    |            |

### Zápasy o 7.–9. místo

#### Turecko vs. Švédsko
| | Turecko | 2 :                                                                          | 1   | Švédsko |     |  |
| --- | ------- | ---------------------------------------------------------------------------- | --- | ------- | --- |  |
| Complexo de tenis do Jamor, Oeiras, Portugalsko 11. dubna 2024 antuka |         |                                                                              |     |         |     |  |
| \| \| \| \| 1. \| 2. \| 3. \| \| \| -- \| \| ---------------------------------------------------------------------------- \| --- \| --- \| --- \| \| \| 1. \| \| Çağla Büyükakçay Lea Nilssonová \| 4 6 \| 6 2 \| 3 6 \| \| \| 2. \| \| Ayla Aksuová Jacqueline Cabaj Awadová \| 6 4 \| 3 6 \| 7 5 \| \| \| 3. \| \| Berfu Cengizová / Zeynep Sönmezová Jacqueline Cabaj Awadová / Lea Nilssonová \| 6 3 \| 6 1 \| \| \| \| \| \| \| \| \| \| \| \| \| \| \| \| \| \| \| \| \| \| \| \| \| \| \| \| \| \| \| \| \| \| \| \| \| \| \| \| \| \| \| |         |                                                                              |     |         |     |  |
| |         |                                                                              | 1.  | 2.      | 3.  |  |
| 1. |         | Çağla Büyükakçay Lea Nilssonová                                              | 4 6 | 6 2     | 3 6 |  |
| 2. |         | Ayla Aksuová Jacqueline Cabaj Awadová                                        | 6 4 | 3 6     | 7 5 |  |
| 3. |         | Berfu Cengizová / Zeynep Sönmezová Jacqueline Cabaj Awadová / Lea Nilssonová | 6 3 | 6 1     |     |  |
| |         |                                                                              |     |         |     |  |
| |         |                                                                              |     |         |     |  |
| |         |                                                                              |     |         |     |  |
| |         |                                                                              |     |         |     |  |
| |         |                                                                              |     |         |     |  |

#### Maďarsko vs. Švédsko
| | Maďarsko | 3 :                                                                                   | 0   | Švédsko |    |  |
| --- | -------- | ------------------------------------------------------------------------------------- | --- | ------- | -- |  |
| Complexo de tenis do Jamor, Oeiras, Portugalsko 12. dubna 2024 antuka |          |                                                                                       |     |         |    |  |
| \| \| \| \| 1. \| 2. \| 3. \| \| \| -- \| \| ------------------------------------------------------------------------------------- \| --- \| --- \| -- \| \| \| 1. \| \| Adrienn Nagyová Lea Nilssonová \| 6 3 \| 6 2 \| \| \| \| 2. \| \| Natália Szabaninová Jacqueline Cabaj Awadová \| 6 2 \| 6 4 \| \| \| \| 3. \| \| Fanny Stollárová / Natália Szabaninová Jacqueline Cabaj Awadová / Caijsa Hennemannová \| 6 4 \| 6 4 \| \| \| \| \| \| \| \| \| \| \| \| \| \| \| \| \| \| \| \| \| \| \| \| \| \| \| \| \| \| \| \| \| \| \| \| \| \| \| \| \| \| \| |          |                                                                                       |     |         |    |  |
| |          |                                                                                       | 1.  | 2.      | 3. |  |
| 1. |          | Adrienn Nagyová Lea Nilssonová                                                        | 6 3 | 6 2     |    |  |
| 2. |          | Natália Szabaninová Jacqueline Cabaj Awadová                                          | 6 2 | 6 4     |    |  |
| 3. |          | Fanny Stollárová / Natália Szabaninová Jacqueline Cabaj Awadová / Caijsa Hennemannová | 6 4 | 6 4     |    |  |
| |          |                                                                                       |     |         |    |  |
| |          |                                                                                       |     |         |    |  |
| |          |                                                                                       |     |         |    |  |
| |          |                                                                                       |     |         |    |  |
| |          |                                                                                       |     |         |    |  |

#### Maďarsko vs. Turecko
| | Maďarsko | 0 :                                                             | 3   | Turecko |    |          |
| --- | -------- | --------------------------------------------------------------- | --- | ------- | -- | -------- |
| Complexo de tenis do Jamor, Oeiras, Portugalsko 13. dubna 2024 antuka |          |                                                                 |     |         |    |          |
| \| \| \| \| 1. \| 2. \| 3. \| \| \| -- \| \| --------------------------------------------------------------- \| --- \| --- \| -- \| -------- \| \| 1. \| \| Adrienn Nagyová Çağla Büyükakçay \| 4 6 \| 5 7 \| \| \| \| 2. \| \| Fanny Stollárová Ayla Aksuová \| \| \| \| bez boje \| \| 3. \| \| Adrienn Nagyová / Fanny Stollárová Berfu Cengizová / İpek Özová \| \| \| \| bez boje \| \| \| \| \| \| \| \| \| \| \| \| \| \| \| \| \| \| \| \| \| \| \| \| \| \| \| \| \| \| \| \| \| \| \| \| \| \| \| \| \| |          |                                                                 |     |         |    |          |
| |          |                                                                 | 1.  | 2.      | 3. |          |
| 1. |          | Adrienn Nagyová Çağla Büyükakçay                                | 4 6 | 5 7     |    |          |
| 2. |          | Fanny Stollárová Ayla Aksuová                                   |     |         |    | bez boje |
| 3. |          | Adrienn Nagyová / Fanny Stollárová Berfu Cengizová / İpek Özová |     |         |    | bez boje |
| |          |                                                                 |     |         |    |          |
| |          |                                                                 |     |         |    |          |
| |          |                                                                 |     |         |    |          |
| |          |                                                                 |     |         |    |          |
| |          |                                                                 |     |         |    |          |

### Zápasy o 10.–12. místo

#### Portugalsko vs. Norsko
| | Portugalsko | 2 :                                                                            | 1    | Norsko |     |  |
| --- | ----------- | ------------------------------------------------------------------------------ | ---- | ------ | --- |  |
| Complexo de tenis do Jamor, Oeiras, Portugalsko 11. dubna 2024 antuka |             |                                                                                |      |        |     |  |
| \| \| \| \| 1. \| 2. \| 3. \| \| \| -- \| \| ------------------------------------------------------------------------------ \| ---- \| ---- \| --- \| \| \| 1. \| \| Angelina Vološčuková Emily Sartz-Lundeová \| 6 3 \| 6 78 \| 4 6 \| \| \| 2. \| \| Francisca Jorgeová Ulrikke Eikeriová \| 6 2 \| 6 1 \| \| \| \| 3. \| \| Francisca Jorgeová / Matilde Jorgeová Ulrikke Eikeriová / Emily Sartz-Lundeová \| 7 62 \| 7 64 \| \| \| \| \| \| \| \| \| \| \| \| \| \| \| \| \| \| \| \| \| \| \| \| \| \| \| \| \| \| \| \| \| \| \| \| \| \| \| \| \| \| \| |             |                                                                                |      |        |     |  |
| |             |                                                                                | 1.   | 2.     | 3.  |  |
| 1. |             | Angelina Vološčuková Emily Sartz-Lundeová                                      | 6 3  | 6 78   | 4 6 |  |
| 2. |             | Francisca Jorgeová Ulrikke Eikeriová                                           | 6 2  | 6 1    |     |  |
| 3. |             | Francisca Jorgeová / Matilde Jorgeová Ulrikke Eikeriová / Emily Sartz-Lundeová | 7 62 | 7 64   |     |  |
| |             |                                                                                |      |        |     |  |
| |             |                                                                                |      |        |     |  |
| |             |                                                                                |      |        |     |  |
| |             |                                                                                |      |        |     |  |
| |             |                                                                                |      |        |     |  |

#### Bulharsko vs. Norsko
| | Bulharsko | 2 :                                                                              | 1    | Norsko |     |  |
| --- | --------- | -------------------------------------------------------------------------------- | ---- | ------ | --- |  |
| Complexo de tenis do Jamor, Oeiras, Portugalsko 12. dubna 2024 antuka |           |                                                                                  |      |        |     |  |
| \| \| \| \| 1. \| 2. \| 3. \| \| \| -- \| \| -------------------------------------------------------------------------------- \| ---- \| ---- \| --- \| \| \| 1. \| \| Gergana Topalovová Emily Sartz-Lundeová \| 3 6 \| 6 3 \| 6 2 \| \| \| 2. \| \| Viktorija Tomovová Ulrikke Eikeriová \| 6 2 \| 64 7 \| 3 6 \| \| \| 3. \| \| Lia Karatančevová / Gergana Topalovová Emily Sartz-Lundeová / Carina Syrtveitová \| 7 64 \| 7 5 \| \| \| \| \| \| \| \| \| \| \| \| \| \| \| \| \| \| \| \| \| \| \| \| \| \| \| \| \| \| \| \| \| \| \| \| \| \| \| \| \| \| \| |           |                                                                                  |      |        |     |  |
| |           |                                                                                  | 1.   | 2.     | 3.  |  |
| 1. |           | Gergana Topalovová Emily Sartz-Lundeová                                          | 3 6  | 6 3    | 6 2 |  |
| 2. |           | Viktorija Tomovová Ulrikke Eikeriová                                             | 6 2  | 64 7   | 3 6 |  |
| 3. |           | Lia Karatančevová / Gergana Topalovová Emily Sartz-Lundeová / Carina Syrtveitová | 7 64 | 7 5    |     |  |
| |           |                                                                                  |      |        |     |  |
| |           |                                                                                  |      |        |     |  |
| |           |                                                                                  |      |        |     |  |
| |           |                                                                                  |      |        |     |  |
| |           |                                                                                  |      |        |     |  |

#### Bulharsko vs. Portugalsko
| | Bulharsko | 1 :                                                                           | 2   | Portugalsko |          |  |
| --- | --------- | ----------------------------------------------------------------------------- | --- | ----------- | -------- |  |
| Complexo de tenis do Jamor, Oeiras, Portugalsko 13. dubna 2024 antuka |           |                                                                               |     |             |          |  |
| \| \| \| \| 1. \| 2. \| 3. \| \| \| -- \| \| ----------------------------------------------------------------------------- \| --- \| --- \| -------- \| \| \| 1. \| \| Lia Karatančevová Angelina Vološčuková \| 6 1 \| 6 3 \| \| \| \| 2. \| \| Gergana Topalovová Francisca Jorgeová \| 4 6 \| 4 6 \| \| \| \| 3. \| \| Lia Karatančevová / Isabella Šinikovová Francisca Jorgeová / Matilde Jorgeová \| 3 6 \| 6 4 \| [2] [10] \| \| \| \| \| \| \| \| \| \| \| \| \| \| \| \| \| \| \| \| \| \| \| \| \| \| \| \| \| \| \| \| \| \| \| \| \| \| \| \| \| \| |           |                                                                               |     |             |          |  |
| |           |                                                                               | 1.  | 2.          | 3.       |  |
| 1. |           | Lia Karatančevová Angelina Vološčuková                                        | 6 1 | 6 3         |          |  |
| 2. |           | Gergana Topalovová Francisca Jorgeová                                         | 4 6 | 4 6         |          |  |
| 3. |           | Lia Karatančevová / Isabella Šinikovová Francisca Jorgeová / Matilde Jorgeová | 3 6 | 6 4         | [2] [10] |  |
| |           |                                                                               |     |             |          |  |
| |           |                                                                               |     |             |          |  |
| |           |                                                                               |     |             |          |  |
| |           |                                                                               |     |             |          |  |
| |           |                                                                               |     |             |          |  |

### Konečné pořadí
| Umístění         | Tým         | Tým         | Tým | Tým |
| Postup/1. místo  | Nizozemsko  | Nizozemsko  |     |     |
| Postup/2. místo  | Rakousko    | Rakousko    |     |     |
| Postup/3. místo  | Srbsko      | Srbsko      |     |     |
| Postup/4. místo  | Dánsko      | Dánsko      |     |     |
| 5. místo         | Řecko       | Řecko       |     |     |
| 6. místo         | Lotyšsko    | Lotyšsko    |     |     |
| 7. místo         | Turecko     | Turecko     |     |     |
| 8. místo         | Maďarsko    | Maďarsko    |     |     |
| 9. místo         | Švédsko     | Švédsko     |     |     |
| 10. místo        | Portugalsko | Portugalsko |     |     |
| Sestup/11. místo | Bulharsko   | Bulharsko   |     |     |
| Sestup/12. místo | Norsko      | Norsko      |     |     |

Výsledek
- Dánsko, Nizozemsko , Srbsko a Rakousko postoupily do světové baráže 2024
- Bulharsko a Norsko sestoupily do 2. skupiny zóny Evropy a Afriky pro rok 2025.

## 2. skupina
- Místo konání: SEB Arena, Vilnius, Litva (tvrdý, hala)[2]
- Datum: 8.–13. dubna 2024
- Formát: Jedenáct týmů bylo rozděleno do tříčlenného a dvou čtyřčlenných bloků. Družstva z prvních míst bloků se ve vzájemných zápasech baráže  utkala o dvě postupová místa  do 1. skupiny euroafrické zóny pro rok 2025. Další týmy sehrály barážové zápasy o konečné pořadí ve skupině. Poslední výběry ze čtyřčlenných bloků B a C sestoupily do 3. evropské a 3. africké skupiny zóny pro rok 2025.[2]

### Bloky
| Blok A | Blok A            | Blok A | Blok A | Blok A | Blok A |
| Poř.   | tým               | MZ     | V      | P      | V–P    |
| ------ | ----------------- | ------ | ------ | ------ | ------ |
| 1.     | Chorvatsko        | 2      | 2      | 0      | 6–0    |
| 2.     | Severní Makedonie | 2      | 1      | 1      | 2–4    |
| 3.     | Estonsko          | 2      | 0      | 2      | 1–5    |

| Blok B | Blok B              | Blok B | Blok B | Blok B | Blok B |
| Poř.   | tým                 | MZ     | V      | P      | V–P    |
| ------ | ------------------- | ------ | ------ | ------ | ------ |
| 1.     | Litva               | 3      | 3      | 0      | 6–3    |
| 2.     | Izrael              | 3      | 1      | 2      | 5–4    |
| 3.     | Bosna a Hercegovina | 3      | 1      | 2      | 4–5    |
| 4.     | Maroko              | 3      | 1      | 2      | 3–6    |

| Blok C | Blok C | Blok C | Blok C | Blok C | Blok C |
| Poř.   | tým    | MZ     | V      | P      | V–P    |
| ------ | ------ | ------ | ------ | ------ | ------ |
| 1.     | Egypt  | 3      | 2      | 1      | 7–2    |
| 2.     | Gruzie | 3      | 2      | 1      | 6–3    |
| 3.     | Kosovo | 3      | 2      | 1      | 5–4    |
| 4.     | Malta  | 3      | 0      | 3      | 0–9    |

### Zápasy o 1.–3. místo

#### Litva vs. Egypt
| | Litva | 2 :                                                                       | 1   | Egypt |    |  |
| --- | ----- | ------------------------------------------------------------------------- | --- | ----- | -- |  |
| SEB Arena, Vilnius, Litva 11. dubna 2024 tvrdý (hala) |       |                                                                           |     |       |    |  |
| \| \| \| \| 1. \| 2. \| 3. \| \| \| -- \| \| ------------------------------------------------------------------------- \| --- \| --- \| -- \| \| \| 1. \| \| Klaudija Bubelytė Lamis Alhussein Abdel Azizová \| 6 1 \| 6 4 \| \| \| \| 2. \| \| Justina Mikulskytė Majar Šarífová \| 2 6 \| 1 6 \| \| \| \| 3. \| \| Justina Mikulskytė / Patricija Paukštytė Yasmin Ezzatová / Majar Šarífová \| 6 2 \| 7 5 \| \| \| \| \| \| \| \| \| \| \| \| \| \| \| \| \| \| \| \| \| \| \| \| \| \| \| \| \| \| \| \| \| \| \| \| \| \| \| \| \| \| \| |       |                                                                           |     |       |    |  |
| |       |                                                                           | 1.  | 2.    | 3. |  |
| 1. |       | Klaudija Bubelytė Lamis Alhussein Abdel Azizová                           | 6 1 | 6 4   |    |  |
| 2. |       | Justina Mikulskytė Majar Šarífová                                         | 2 6 | 1 6   |    |  |
| 3. |       | Justina Mikulskytė / Patricija Paukštytė Yasmin Ezzatová / Majar Šarífová | 6 2 | 7 5   |    |  |
| |       |                                                                           |     |       |    |  |
| |       |                                                                           |     |       |    |  |
| |       |                                                                           |     |       |    |  |
| |       |                                                                           |     |       |    |  |
| |       |                                                                           |     |       |    |  |

#### Chorvatsko vs. Egypt
| | Chorvatsko | 3 :                                                                  | 0   | Egypt |    |  |
| --- | ---------- | -------------------------------------------------------------------- | --- | ----- | -- |  |
| SEB Arena, Vilnius, Litva 12. dubna 2024 tvrdý (hala) |            |                                                                      |     |       |    |  |
| \| \| \| \| 1. \| 2. \| 3. \| \| \| -- \| \| -------------------------------------------------------------------- \| --- \| --- \| -- \| \| \| 1. \| \| Lea Boškovićová Sandra Samirová \| 6 1 \| 6 4 \| \| \| \| 2. \| \| Antonia Ružićová Majar Šarífová \| 6 1 \| 6 1 \| \| \| \| 3. \| \| Iva Primoracová / Antonia Ružićová Yasmin Ezzatová / Merna Refaatová \| 6 1 \| 6 2 \| \| \| \| \| \| \| \| \| \| \| \| \| \| \| \| \| \| \| \| \| \| \| \| \| \| \| \| \| \| \| \| \| \| \| \| \| \| \| \| \| \| \| |            |                                                                      |     |       |    |  |
| |            |                                                                      | 1.  | 2.    | 3. |  |
| 1. |            | Lea Boškovićová Sandra Samirová                                      | 6 1 | 6 4   |    |  |
| 2. |            | Antonia Ružićová Majar Šarífová                                      | 6 1 | 6 1   |    |  |
| 3. |            | Iva Primoracová / Antonia Ružićová Yasmin Ezzatová / Merna Refaatová | 6 1 | 6 2   |    |  |
| |            |                                                                      |     |       |    |  |
| |            |                                                                      |     |       |    |  |
| |            |                                                                      |     |       |    |  |
| |            |                                                                      |     |       |    |  |
| |            |                                                                      |     |       |    |  |

#### Chorvatsko vs. Litva
| | Chorvatsko | 2 :                                                                     | 0   | Litva |     |            |
| --- | ---------- | ----------------------------------------------------------------------- | --- | ----- | --- | ---------- |
| SEB Arena, Vilnius, Litva 13. dubna 2024 tvrdý (hala) |            |                                                                         |     |       |     |            |
| \| \| \| \| 1. \| 2. \| 3. \| \| \| -- \| \| ----------------------------------------------------------------------- \| --- \| --- \| --- \| ---------- \| \| 1. \| \| Iva Primoracová Patricija Paukštytė \| 6 1 \| 6 1 \| \| \| \| 2. \| \| Lea Boškovićová Justina Mikulskytė \| 3 6 \| 6 2 \| 7 5 \| \| \| 3. \| \| Lea Boškovićová / Iva Primoracová Andrė Lukošiūtė / Patricija Paukštytė \| \| \| \| nehrálo se \| \| \| \| \| \| \| \| \| \| \| \| \| \| \| \| \| \| \| \| \| \| \| \| \| \| \| \| \| \| \| \| \| \| \| \| \| \| \| \| \| |            |                                                                         |     |       |     |            |
| |            |                                                                         | 1.  | 2.    | 3.  |            |
| 1. |            | Iva Primoracová Patricija Paukštytė                                     | 6 1 | 6 1   |     |            |
| 2. |            | Lea Boškovićová Justina Mikulskytė                                      | 3 6 | 6 2   | 7 5 |            |
| 3. |            | Lea Boškovićová / Iva Primoracová Andrė Lukošiūtė / Patricija Paukštytė |     |       |     | nehrálo se |
| |            |                                                                         |     |       |     |            |
| |            |                                                                         |     |       |     |            |
| |            |                                                                         |     |       |     |            |
| |            |                                                                         |     |       |     |            |
| |            |                                                                         |     |       |     |            |

### Zápasy o 4.–6. místo

#### Izrael vs. Gruzie
| | Izrael | 2 :                                                                       | 1   | Gruzie |    |  |
| --- | ------ | ------------------------------------------------------------------------- | --- | ------ | -- |  |
| SEB Arena, Vilnius, Litva 11. dubna 2024 tvrdý (hala) |        |                                                                           |     |        |    |  |
| \| \| \| \| 1. \| 2. \| 3. \| \| \| -- \| \| ------------------------------------------------------------------------- \| --- \| --- \| -- \| \| \| 1. \| \| Mika Bučniková Sosija Kardavová \| 6 4 \| 6 2 \| \| \| \| 2. \| \| Alian Zacková Jekatěrine Gorgodzeová \| 2 6 \| 2 6 \| \| \| \| 3. \| \| Karin Altoriová / Mika Buchniková Sosija Kardavová / Natela Dzalamidzeová \| 6 3 \| 7 5 \| \| \| \| \| \| \| \| \| \| \| \| \| \| \| \| \| \| \| \| \| \| \| \| \| \| \| \| \| \| \| \| \| \| \| \| \| \| \| \| \| \| \| |        |                                                                           |     |        |    |  |
| |        |                                                                           | 1.  | 2.     | 3. |  |
| 1. |        | Mika Bučniková Sosija Kardavová                                           | 6 4 | 6 2    |    |  |
| 2. |        | Alian Zacková Jekatěrine Gorgodzeová                                      | 2 6 | 2 6    |    |  |
| 3. |        | Karin Altoriová / Mika Buchniková Sosija Kardavová / Natela Dzalamidzeová | 6 3 | 7 5    |    |  |
| |        |                                                                           |     |        |    |  |
| |        |                                                                           |     |        |    |  |
| |        |                                                                           |     |        |    |  |
| |        |                                                                           |     |        |    |  |
| |        |                                                                           |     |        |    |  |

#### Severní Makedonie vs. Gruzie
| | Severní Makedonie | 2 :                                                                      | 1   | Gruzie |     |       |
| --- | ----------------- | ------------------------------------------------------------------------ | --- | ------ | --- | ----- |
| SEB Arena, Vilnius, Litva 12. dubna 2024 tvrdý (hala) |                   |                                                                          |     |        |     |       |
| \| \| \| \| 1. \| 2. \| 3. \| \| \| -- \| \| ------------------------------------------------------------------------ \| --- \| --- \| --- \| ----- \| \| 1. \| \| Magdalena Stoilkovská Sosija Kardavová \| 6 1 \| 2 6 \| 6 3 \| \| \| 2. \| \| Lina Gjorčeská Jekatěrine Gorgodzeová \| 6 1 \| \| \| skreč \| \| 3. \| \| Teona Andovová / Iva Danevová Natela Dzalamidzeová / Oxana Kalašnikovová \| 0 6 \| 1 6 \| \| \| \| \| \| \| \| \| \| \| \| \| \| \| \| \| \| \| \| \| \| \| \| \| \| \| \| \| \| \| \| \| \| \| \| \| \| \| \| \| \| \| |                   |                                                                          |     |        |     |       |
| |                   |                                                                          | 1.  | 2.     | 3.  |       |
| 1. |                   | Magdalena Stoilkovská Sosija Kardavová                                   | 6 1 | 2 6    | 6 3 |       |
| 2. |                   | Lina Gjorčeská Jekatěrine Gorgodzeová                                    | 6 1 |        |     | skreč |
| 3. |                   | Teona Andovová / Iva Danevová Natela Dzalamidzeová / Oxana Kalašnikovová | 0 6 | 1 6    |     |       |
| |                   |                                                                          |     |        |     |       |
| |                   |                                                                          |     |        |     |       |
| |                   |                                                                          |     |        |     |       |
| |                   |                                                                          |     |        |     |       |
| |                   |                                                                          |     |        |     |       |

#### Severní Makedonie vs. Izrael
| | Severní Makedonie | 2 :                                                           | 1   | Izrael |    |  |
| --- | ----------------- | ------------------------------------------------------------- | --- | ------ | -- |  |
| SEB Arena, Vilnius, Litva 13. dubna 2024 tvrdý (hala) |                   |                                                               |     |        |    |  |
| \| \| \| \| 1. \| 2. \| 3. \| \| \| -- \| \| ------------------------------------------------------------- \| --- \| --- \| -- \| \| \| 1. \| \| Magdalena Stoilkovská Mika Bučniková \| 6 2 \| 6 4 \| \| \| \| 2. \| \| Lina Gjorčeská Karin Altoriová \| 6 0 \| 6 0 \| \| \| \| 3. \| \| Teona Andovová / Ana Mitevská Karin Altoriová / Alian Zacková \| 0 6 \| 2 6 \| \| \| \| \| \| \| \| \| \| \| \| \| \| \| \| \| \| \| \| \| \| \| \| \| \| \| \| \| \| \| \| \| \| \| \| \| \| \| \| \| \| \| |                   |                                                               |     |        |    |  |
| |                   |                                                               | 1.  | 2.     | 3. |  |
| 1. |                   | Magdalena Stoilkovská Mika Bučniková                          | 6 2 | 6 4    |    |  |
| 2. |                   | Lina Gjorčeská Karin Altoriová                                | 6 0 | 6 0    |    |  |
| 3. |                   | Teona Andovová / Ana Mitevská Karin Altoriová / Alian Zacková | 0 6 | 2 6    |    |  |
| |                   |                                                               |     |        |    |  |
| |                   |                                                               |     |        |    |  |
| |                   |                                                               |     |        |    |  |
| |                   |                                                               |     |        |    |  |
| |                   |                                                               |     |        |    |  |

### Zápasy o 7.–9. místo

#### Bosna a Hercegovina vs. Kosovo
| | Bosna a Hercegovina | 2 :                                                                      | 1   | Kosovo |          |  |
| --- | ------------------- | ------------------------------------------------------------------------ | --- | ------ | -------- |  |
| SEB Arena, Vilnius, Litva 11. dubna 2024 tvrdý (hala) |                     |                                                                          |     |        |          |  |
| \| \| \| \| 1. \| 2. \| 3. \| \| \| -- \| \| ------------------------------------------------------------------------ \| --- \| --- \| -------- \| \| \| 1. \| \| Laura Radakovićová Aja Broqıová \| 6 1 \| 6 1 \| \| \| \| 2. \| \| Suana Tucakovićová Arlinda Rušitiová \| 2 6 \| 2 6 \| \| \| \| 3. \| \| Dea Herdželašová / Anita Wagnerová Adrijana Lekajová / Arlinda Rušitiová \| 6 0 \| 1 6 \| [10] [5] \| \| \| \| \| \| \| \| \| \| \| \| \| \| \| \| \| \| \| \| \| \| \| \| \| \| \| \| \| \| \| \| \| \| \| \| \| \| \| \| \| \| |                     |                                                                          |     |        |          |  |
| |                     |                                                                          | 1.  | 2.     | 3.       |  |
| 1. |                     | Laura Radakovićová Aja Broqıová                                          | 6 1 | 6 1    |          |  |
| 2. |                     | Suana Tucakovićová Arlinda Rušitiová                                     | 2 6 | 2 6    |          |  |
| 3. |                     | Dea Herdželašová / Anita Wagnerová Adrijana Lekajová / Arlinda Rušitiová | 6 0 | 1 6    | [10] [5] |  |
| |                     |                                                                          |     |        |          |  |
| |                     |                                                                          |     |        |          |  |
| |                     |                                                                          |     |        |          |  |
| |                     |                                                                          |     |        |          |  |
| |                     |                                                                          |     |        |          |  |

#### Estonsko vs. Kosovo
| | Estonsko | 3 :                                                               | 0   | Kosovo |     |  |
| --- | -------- | ----------------------------------------------------------------- | --- | ------ | --- |  |
| SEB Arena, Vilnius, Litva 12. dubna 2024 tvrdý (hala) |          |                                                                   |     |        |     |  |
| \| \| \| \| 1. \| 2. \| 3. \| \| \| -- \| \| ----------------------------------------------------------------- \| --- \| --- \| --- \| \| \| 1. \| \| Jelena Malõginová Forta Morinová \| 6 1 \| 6 1 \| \| \| \| 2. \| \| Kaia Kanepiová Arlinda Rušitiová \| 6 2 \| 3 6 \| 6 3 \| \| \| 3. \| \| Ingrid Neelová / Laura Rahnelová Aja Broqıová / Adrijana Lekajová \| 6 1 \| 6 0 \| \| \| \| \| \| \| \| \| \| \| \| \| \| \| \| \| \| \| \| \| \| \| \| \| \| \| \| \| \| \| \| \| \| \| \| \| \| \| \| \| \| \| |          |                                                                   |     |        |     |  |
| |          |                                                                   | 1.  | 2.     | 3.  |  |
| 1. |          | Jelena Malõginová Forta Morinová                                  | 6 1 | 6 1    |     |  |
| 2. |          | Kaia Kanepiová Arlinda Rušitiová                                  | 6 2 | 3 6    | 6 3 |  |
| 3. |          | Ingrid Neelová / Laura Rahnelová Aja Broqıová / Adrijana Lekajová | 6 1 | 6 0    |     |  |
| |          |                                                                   |     |        |     |  |
| |          |                                                                   |     |        |     |  |
| |          |                                                                   |     |        |     |  |
| |          |                                                                   |     |        |     |  |
| |          |                                                                   |     |        |     |  |

#### Estonsko vs. Bosna a Hercegovina
| | Estonsko | 2 :                                                                     | 1   | Bosna a Hercegovina |    |       |
| --- | -------- | ----------------------------------------------------------------------- | --- | ------------------- | -- | ----- |
| SEB Arena, Vilnius, Litva 13. dubna 2024 tvrdý (hala) |          |                                                                         |     |                     |    |       |
| \| \| \| \| 1. \| 2. \| 3. \| \| \| -- \| \| ----------------------------------------------------------------------- \| --- \| --- \| -- \| ----- \| \| 1. \| \| Laura Rahnelová Suana Tucakovićová \| 4 6 \| 4 6 \| \| \| \| 2. \| \| Jelena Malõginová Dea Herdželašová \| 4 1 \| \| \| skreč \| \| 3. \| \| Jelena Malõginová / Ingrid Neelová Laura Radakovićová / Anita Wagnerová \| 6 2 \| 6 3 \| \| \| \| \| \| \| \| \| \| \| \| \| \| \| \| \| \| \| \| \| \| \| \| \| \| \| \| \| \| \| \| \| \| \| \| \| \| \| \| \| \| \| |          |                                                                         |     |                     |    |       |
| |          |                                                                         | 1.  | 2.                  | 3. |       |
| 1. |          | Laura Rahnelová Suana Tucakovićová                                      | 4 6 | 4 6                 |    |       |
| 2. |          | Jelena Malõginová Dea Herdželašová                                      | 4 1 |                     |    | skreč |
| 3. |          | Jelena Malõginová / Ingrid Neelová Laura Radakovićová / Anita Wagnerová | 6 2 | 6 3                 |    |       |
| |          |                                                                         |     |                     |    |       |
| |          |                                                                         |     |                     |    |       |
| |          |                                                                         |     |                     |    |       |
| |          |                                                                         |     |                     |    |       |
| |          |                                                                         |     |                     |    |       |

### Zápasy o 10.–11. místo

#### Maroko vs. Malta
| | Maroko | 3 :                                                                     | 0   | Malta |    |  |
| --- | ------ | ----------------------------------------------------------------------- | --- | ----- | -- |  |
| SEB Arena, Vilnius, Litva 11. dubna 2024 tvrdý (hala) |        |                                                                         |     |       |    |  |
| \| \| \| \| 1. \| 2. \| 3. \| \| \| -- \| \| ----------------------------------------------------------------------- \| --- \| --- \| -- \| \| \| 1. \| \| Malak El Allamová Betha-Anne Mayová \| 6 1 \| 6 0 \| \| \| \| 2. \| \| Aya El Aouniová Emma Montebellová \| 6 4 \| 7 5 \| \| \| \| 3. \| \| Oumaima Azizová / Aya El Aouniová Betha-Anne Mayová / Emma Montebellová \| 6 0 \| 6 3 \| \| \| \| \| \| \| \| \| \| \| \| \| \| \| \| \| \| \| \| \| \| \| \| \| \| \| \| \| \| \| \| \| \| \| \| \| \| \| \| \| \| \| |        |                                                                         |     |       |    |  |
| |        |                                                                         | 1.  | 2.    | 3. |  |
| 1. |        | Malak El Allamová Betha-Anne Mayová                                     | 6 1 | 6 0   |    |  |
| 2. |        | Aya El Aouniová Emma Montebellová                                       | 6 4 | 7 5   |    |  |
| 3. |        | Oumaima Azizová / Aya El Aouniová Betha-Anne Mayová / Emma Montebellová | 6 0 | 6 3   |    |  |
| |        |                                                                         |     |       |    |  |
| |        |                                                                         |     |       |    |  |
| |        |                                                                         |     |       |    |  |
| |        |                                                                         |     |       |    |  |
| |        |                                                                         |     |       |    |  |

### Konečné pořadí
| Umístění         | Tým                 | Tým                 | Tým | Tým |
| Postup/1. místo  | Chorvatsko          | Chorvatsko          |     |     |
| Postup/2. místo  | Litva               | Litva               |     |     |
| '3. místo        | Egypt               | Egypt               |     |     |
| 4. místo         | Severní Makedonie   | Severní Makedonie   |     |     |
| 5. místo         | Izrael              | Izrael              |     |     |
| 6. místo         | Gruzie              | Gruzie              |     |     |
| 7. místo         | Estonsko            | Estonsko            |     |     |
| 8. místo         | Bosna a Hercegovina | Bosna a Hercegovina |     |     |
| 9. místo         | Kosovo              | Kosovo              |     |     |
| Sestup/10. místo | Maroko              | Maroko              |     |     |
| Sestup/11. místo | Malta               | Malta               |     |     |

Výsledek
- Chorvatsko a  Litva postoupily do 1. skupiny zóny Evropy a Afriky pro rok 2025.
- Malta sestoupila do 3. evropské skupiny zóny Evropy a Afriky pro rok 2025.
- Maroko sestoupilo do 3. africké skupiny zóny Evropy a Afriky pro rok 2025.

## 3. evropská skupina
- Místo konání: Chișinău Arena v tenisovém klubu, Kišiněv, Moldavsko (tvrdý, hala)[3]
- Datum: 17.–22. června 2024
- Formát: Jedenáct týmů bylo rozděleno do tříčlenného a dvou čtyřčlenných bloků. Družstva z prvních míst bloků se ve vzájemných zápasech baráže  utkala o jedno postupové místo do 2. skupiny euroafrické zóny pro rok 2025. Další týmy z odpovídajících příček bloků sehrály barážové zápasy o konečné pořadí ve skupině.[3]

### Bloky
| Blok A | Blok A    | Blok A | Blok A | Blok A | Blok A |
| Poř.   | tým       | MZ     | V      | P      | V–P    |
| ------ | --------- | ------ | ------ | ------ | ------ |
| 1.     | Finsko    | 2      | 2      | 0      | 5–1    |
| 2.     | Moldavsko | 2      | 1      | 1      | 4–2    |
| 3.     | Island    | 2      | 0      | 2      | 0–6    |

| Blok B | Blok B     | Blok B | Blok B | Blok B | Blok B |
| Poř.   | tým        | MZ     | V      | P      | V–P    |
| ------ | ---------- | ------ | ------ | ------ | ------ |
| 1.     | Kypr       | 3      | 3      | 0      | 9–0    |
| 2.     | Arménie    | 3      | 2      | 1      | 6–3    |
| 3.     | San Marino | 3      | 1      | 2      | 2–7    |
| 4.     | Albánie    | 3      | 0      | 3      | 1–8    |

| Blok C | Blok C      | Blok C | Blok C | Blok C | Blok C |
| Poř.   | tým         | MZ     | V      | P      | V–P    |
| ------ | ----------- | ------ | ------ | ------ | ------ |
| 1.     | Irsko       | 3      | 3      | 0      | 8–1    |
| 2.     | Lucembursko | 3      | 2      | 1      | 6–3    |
| 3.     | Černá Hora  | 3      | 1      | 2      | 4–5    |
| 4.     | Ázerbájdžán | 3      | 0      | 3      | 0–9    |

### Konečné pořadí
| Umístění        | Tým         | Tým         | Tým | Tým |
| Postup/1. místo | Kypr        | Kypr        |     |     |
| 2. místo        | Finsko      | Finsko      |     |     |
| 3. místo        | Irsko       | Irsko       |     |     |
| 4. místo        | Moldavsko   | Moldavsko   |     |     |
| 5. místo        | Arménie     | Arménie     |     |     |
| 6. místo        | Lucembursko | Lucembursko |     |     |
| 7. místo        | Černá Hora  | Černá Hora  |     |     |
| 8. místo        | San Marino  | San Marino  |     |     |
| 9. místo        | Island      | Island      |     |     |
| 10. místo       | Albánie     | Albánie     |     |     |
| 11. místo       | Ázerbájdžán | Ázerbájdžán |     |     |

Výsledek
- Kypr postoupil do 2. skupiny zóny Evropy a Afriky pro rok 2025.

## 3. africká skupina
- Místo konání: Nairobi Club, Nairobi, Keňa (tvrdý, venku)[4]
- Datum: 10.–15. června 2024
- Formát: Dvanáct týmů bylo rozděleno do tří čtyřčlenných bloků. Družstva z prvních míst bloků se ve vzájemných zápasech baráže utkala o jedno postupové místo do 2. skupiny euroafrické zóny pro rok 2025. Další týmy z odpovídajících příček bloků sehrály barážové zápasy o konečné pořadí ve skupině. Výběry z posledních pozic se střetly o udržení; poslední tým skupiny sestoupil do 4. africké skupiny euroafrické zóny pro rok 2025.[4]

### Bloky
| Blok A | Blok A       | Blok A | Blok A | Blok A | Blok A |
| Poř.   | tým          | MZ     | V      | P      | V–P    |
| ------ | ------------ | ------ | ------ | ------ | ------ |
| 1.     | Jižní Afrika | 3      | 3      | 0      | 8–1    |
| 2      | Zimbabwe     | 3      | 2      | 1      | 6–3    |
| 3      | Madagaskar   | 3      | 1      | 2      | 4–5    |
| 4      | Namibie      | 3      | 0      | 3      | 0–9    |

| Blok B | Blok B    | Blok B | Blok B | Blok B | Blok B |
| Poř.   | tým       | MZ     | V      | P      | V–P    |
| ------ | --------- | ------ | ------ | ------ | ------ |
| 1.     | Keňa      | 3      | 3      | 0      | 7–2    |
| 2      | Burundi   | 3      | 2      | 1      | 6–3    |
| 3      | Tunisko   | 3      | 1      | 2      | 5–4    |
| 4      | Mauricius | 3      | 0      | 3      | 0–9    |

| Blok C | Blok C   | Blok C | Blok C | Blok C | Blok C |
| Poř.   | tým      | MZ     | V      | P      | V–P    |
| ------ | -------- | ------ | ------ | ------ | ------ |
| 1.     | Nigérie  | 3      | 3      | 0      | 8–1    |
| 2.     | Botswana | 3      | 2      | 1      | 6–3    |
| 3.     | Ghana    | 3      | 1      | 2      | 4–5    |
| 4.     | Uganda   | 3      | 0      | 3      | 0–9    |

### Konečné pořadí
| Umístění         | Tým          | Tým          | Tým | Tým |
| Postup/1. místo  | Jižní Afrika | Jižní Afrika |     |     |
| 2. místo         | Nigérie      | Nigérie      |     |     |
| 3. místo         | Keňa         | Keňa         |     |     |
| 4. místo         | Zimbabwe     | Zimbabwe     |     |     |
| 5. místo         | Botswana     | Botswana     |     |     |
| 6. místo         | Burundi      | Burundi      |     |     |
| 7. místo         | Madagaskar   | Madagaskar   |     |     |
| 8. místo         | Tunisko      | Tunisko      |     |     |
| 9. místo         | Ghana        | Ghana        |     |     |
| 10. místo        | Namibie      | Namibie      |     |     |
| 11. místo        | Uganda       | Uganda       |     |     |
| Sestup/12. místo | Mauricius    | Mauricius    |     |     |

Výsledek
- Jižní Afrika postoupila do 2. skupiny zóny Evropy a Afriky pro rok 2025
- Mauricius sestoupil do 4. africké skupiny zóny Evropy a Afriky pro rok 2025

## 4. africká skupina
- Místo konání: Ecology Club Kigali, Kigali, Rwanda (antuka, venku)[5]
- Datum: 10.–15. června 2024
- Formát: Deset týmů bylo rozděleno do dvou pětičlenných bloků. Družstva z prvních míst bloků se ve vzájemném zápasu baráže utkala o jedno postupové místo do 3. africké skupiny euroafrické zóny pro rok 2025. Další týmy z odpovídajících příček bloků sehrály barážové zápasy o konečné pořadí ve skupině.[5]

### Blok A
|  |         | TOG | CMR | RWA | ETH | LES | Zápasy | Sety  | Hry    | Pořadí |
|  | Togo    |     | 2–1 | 2–1 | 3–0 | 3–0 | 10–2   | 21–5  | 137–58 | 1.     |
|  | Kamerun | 1–2 |     | 2–1 | 2–1 | 3–0 | 8–4    | 17–11 | 128–99 | 2.     |
|  | Rwanda  | 1–2 | 1–2 |     | 3–0 | 3–0 | 8–4    | 18–10 | 129–93 | 3.     |
|  | Etiopie | 0–3 | 1–2 | 0–3 |     | 2–1 | 3–9    | 8–18  | 89–132 | 4.     |
|  | Lesotho | 0–2 | 0–2 | 0–3 | 1–2 |     | 1–11   | 2–22  | 50–129 | 5.     |

### Blok B
|  |            | ALG | TAN | MOZ | DRC | ANG | Zápasy | Sety  | Hry    | Pořadí |
|  | Alžírsko   |     | 3–0 | 3–0 | 3–0 | 3–0 | 12–0   | 21–1  | 133–20 | 1.     |
|  | Tanzanie   | 0–3 |     | 3–0 | 3–0 | 3–0 | 9–3    | 18–6  | 114–58 | 2.     |
|  | Mosambik   | 0–3 | 0–3 |     | 2–1 | 3–0 | 5–7    | 10–15 | 79–112 | 3.     |
|  | Konžská DR | 0–3 | 0–3 | 1–2 |     | 3–0 | 4–8    | 10–15 | 80–112 | 4.     |
|  | Angola     | 0–3 | 0–3 | 0–3 | 0–3 |     | 0–12   | 0–22  | 29–133 | 5.     |

### Zápas o postup

#### Togo vs. Alžírsko
| | Togo | 0 :                                                                                        | 3   | Alžírsko |    |  |
| --- | ---- | ------------------------------------------------------------------------------------------ | --- | -------- | -- |  |
| Ecology Club Kigali, Kigali, Rwanda 15. června 2024 antuka |      |                                                                                            |     |          |    |  |
| \| \| \| \| 1. \| 2. \| 3. \| \| \| -- \| \| ------------------------------------------------------------------------------------------ \| --- \| --- \| -- \| \| \| 1. \| \| Ayawayi Dotseová Maria Badacheová \| 0 6 \| 0 6 \| \| \| \| 2. \| \| Ami Diwiniga Grace Dougahová Ines Ibbouová \| 0 6 \| 1 6 \| \| \| \| 3. \| \| Ayawayi Dotseová / Ami Diwiniga Grace Dougahová Maria Badacheová / Bochra Rehab Mebarkiová \| 2 6 \| 3 6 \| \| \| \| \| \| \| \| \| \| \| \| \| \| \| \| \| \| \| \| \| \| \| \| \| \| \| \| \| \| \| \| \| \| \| \| \| \| \| \| \| \| \| |      |                                                                                            |     |          |    |  |
| |      |                                                                                            | 1.  | 2.       | 3. |  |
| 1. |      | Ayawayi Dotseová Maria Badacheová                                                          | 0 6 | 0 6      |    |  |
| 2. |      | Ami Diwiniga Grace Dougahová Ines Ibbouová                                                 | 0 6 | 1 6      |    |  |
| 3. |      | Ayawayi Dotseová / Ami Diwiniga Grace Dougahová Maria Badacheová / Bochra Rehab Mebarkiová | 2 6 | 3 6      |    |  |
| |      |                                                                                            |     |          |    |  |
| |      |                                                                                            |     |          |    |  |
| |      |                                                                                            |     |          |    |  |
| |      |                                                                                            |     |          |    |  |
| |      |                                                                                            |     |          |    |  |

### Konečné pořadí
| Umístění        | Tým        | Tým        | Tým | Tým |
| Postup/1. místo | Alžírsko   | Alžírsko   |     |     |
| 2. místo        | Togo       | Togo       |     |     |
| 3. místo        | Kamerun    | Kamerun    |     |     |
| 4. místo        | Tanzanie   | Tanzanie   |     |     |
| 5. místo        | Rwanda     | Rwanda     |     |     |
| 6. místo        | Mosambik   | Mosambik   |     |     |
| 7. místo        | Etiopie    | Etiopie    |     |     |
| 8. místo        | Konžská DR | Konžská DR |     |     |
| 9. místo        | Lesotho    | Lesotho    |     |     |
| 10. místo       | Angola     | Angola     |     |     |

Výsledek
- Alžírsko postoupilo do 3. africké skupiny zóny Evropy a Afriky pro rok 2025